# 蒙多基里省

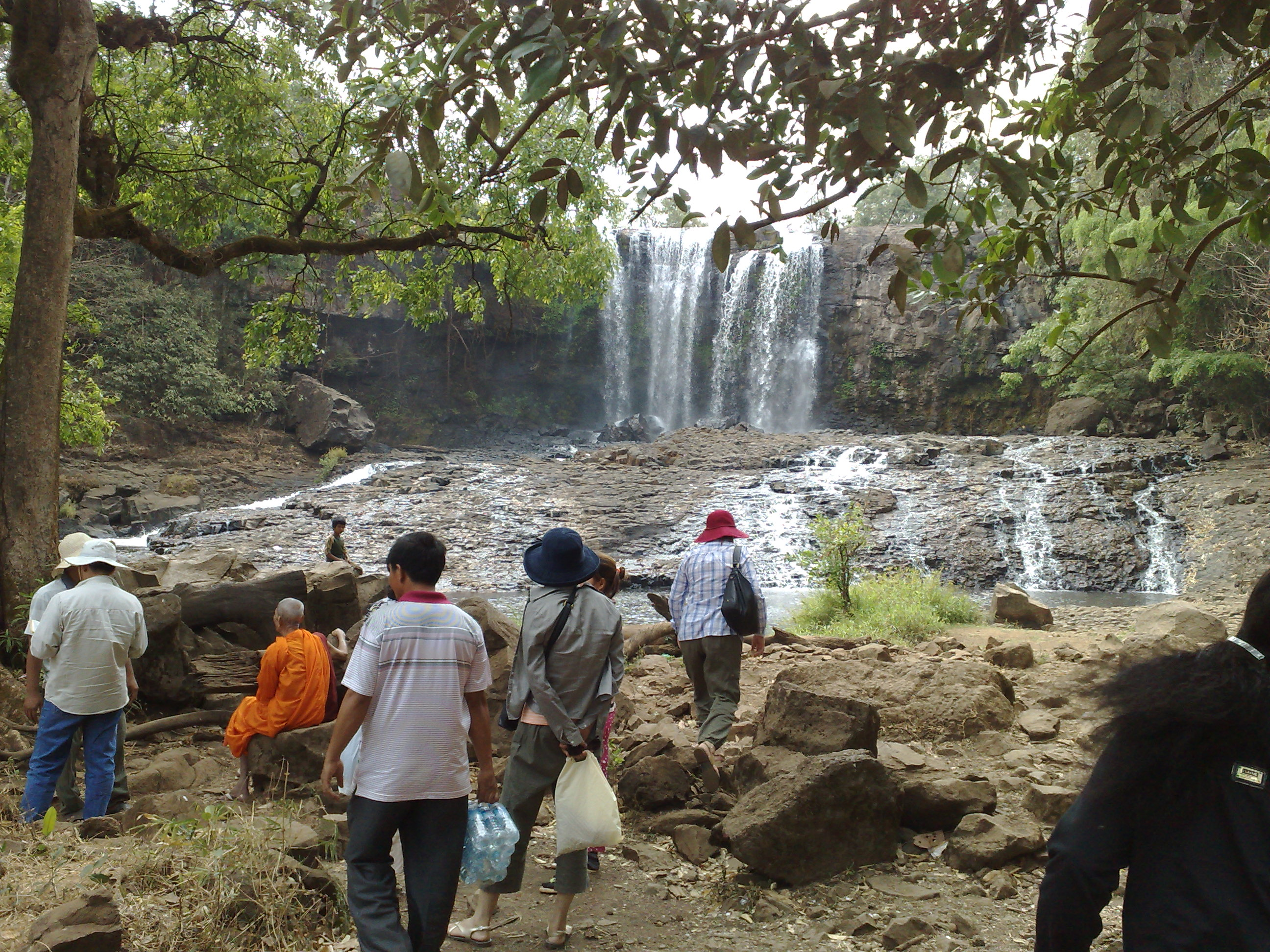
蒙多基里省觀光業

蒙多基里省（高棉語發音：[kʰaet mɔn ˌdɔːl ki ˈriː]），是柬埔寨東部的一個省。該省名字在高棉語中意思是「曼荼羅之山」。
該省東、南鄰越南。首府森莫諾隆。下分5縣、21鎮、98村。
根據國際非政府組織全球目擊者的報告，該省面臨著非法砍伐導致的原始森林破壞。

## 行政区划
- 格塞马县（ស្រុកកែវសីមា）
- 戈涅县（ស្រុកកោះញែក）
- 奥良县（ស្រុកអូររាំង）
- 贝真达县（ស្រុកពេជ្រាដា）
- 森莫诺隆县（ក្រុងសែនមនោរម្យ）